# Myadestes
Myadestes is een geslacht van zangvogels uit de familie van de lijsters (Turdidae). De wetenschappelijke naam van het geslacht is voor het eerst geldig gepubliceerd in 1838 door Swainson.

## Soorten
De volgende soorten zijn bij het geslacht ingedeeld:
- Myadestes coloratus – Bonte solitaire
- Myadestes elisabeth – Cubaanse solitaire
- Myadestes genibarbis – Roodkeelsolitaire
- Myadestes lanaiensis – Olomao
- Myadestes melanops – Zwartmaskersolitaire
- Myadestes obscurus – Hawaiilijster
- Myadestes occidentalis – Bruinrugsolitaire
- Myadestes palmeri – Kleine kauailijster
- Myadestes ralloides – Andessolitaire
- Myadestes townsendi – Bergsolitaire
- Myadestes unicolor – Leigrijze solitaire

### Uitgestorven
- † Myadestes myadestinus – Grote kauailijster
- † Myadestes woahensis – Oahulijster